# Larry Tesler
Lawrence Gordon Tesler, detto Larry (New York, 24 aprile 1945 – Portola Valley, 17 febbraio 2020), è stato un informatico statunitense.
Specializzato  nel settore dell'interazione uomo-macchina lavorò presso Xerox PARC, Apple Computer, Amazon e Yahoo. Viene ricordato per essere stato l'inventore dei comandi taglia, copia e incolla.

## Biografia
Tesler studiò informatica alla Università di Stanford negli anni sessanta e lavorò inizialmente per lo Stanford Artificial Intelligence Laboratory. Tra il 1973 e il 1980, fu nello staff  dello Xerox PARC, dove collaborò allo sviluppo del primo word processor con interfaccia grafica Gypsy. Nel corso dello sviluppo di tale programma vennero ideati i famosi comandi cut, copy e paste ovvero taglia, copia e incolla, comandi che sono tutt'oggi molto utilizzati e che hanno rivoluzionato il mondo del lavoro informatico. Fu sempre lui a guidare Steve Jobs nel tour dei laboratori nel corso del quale il fondatore di Apple ebbe occasione di rimanere profondamente impressionato dalle numerose innovazioni che diventarono poi elemento distintivo dei suoi prodotti.
Nel 1980 si trasferì all'Apple, dove ricoprì diverse posizioni inclusa quella di vice presidente di AppleNet, vice presidente del Advanced Technology Group, e scienziato capo.
Abbandonò Apple nel 1997 per poi fondare la Stagecast Software; nel 2001 entrò in Amazon diventandone nel 2004 vice presidente del settore Shopping Experience.
Lasciò Amazon nel 2005 ed entrò quindi in Yahoo, ma abbandonò anche questa compagnia nel 2008 limitando la propria attività a consulenze.
Il 19 febbraio 2020 è stato dato l'annuncio della sua morte, avvenuta due giorni prima all'età di 74 anni.